# Phelsuma gigas
Phelsuma gigas este o specie de șopârle din genul Phelsuma, familia Gekkonidae, descrisă de Élizé Liénard în anul 1842. A fost clasificată de IUCN ca specie nangamatay. Conform Catalogue of Life specia Phelsuma gigas nu are subspecii cunoscute.

## Galerie

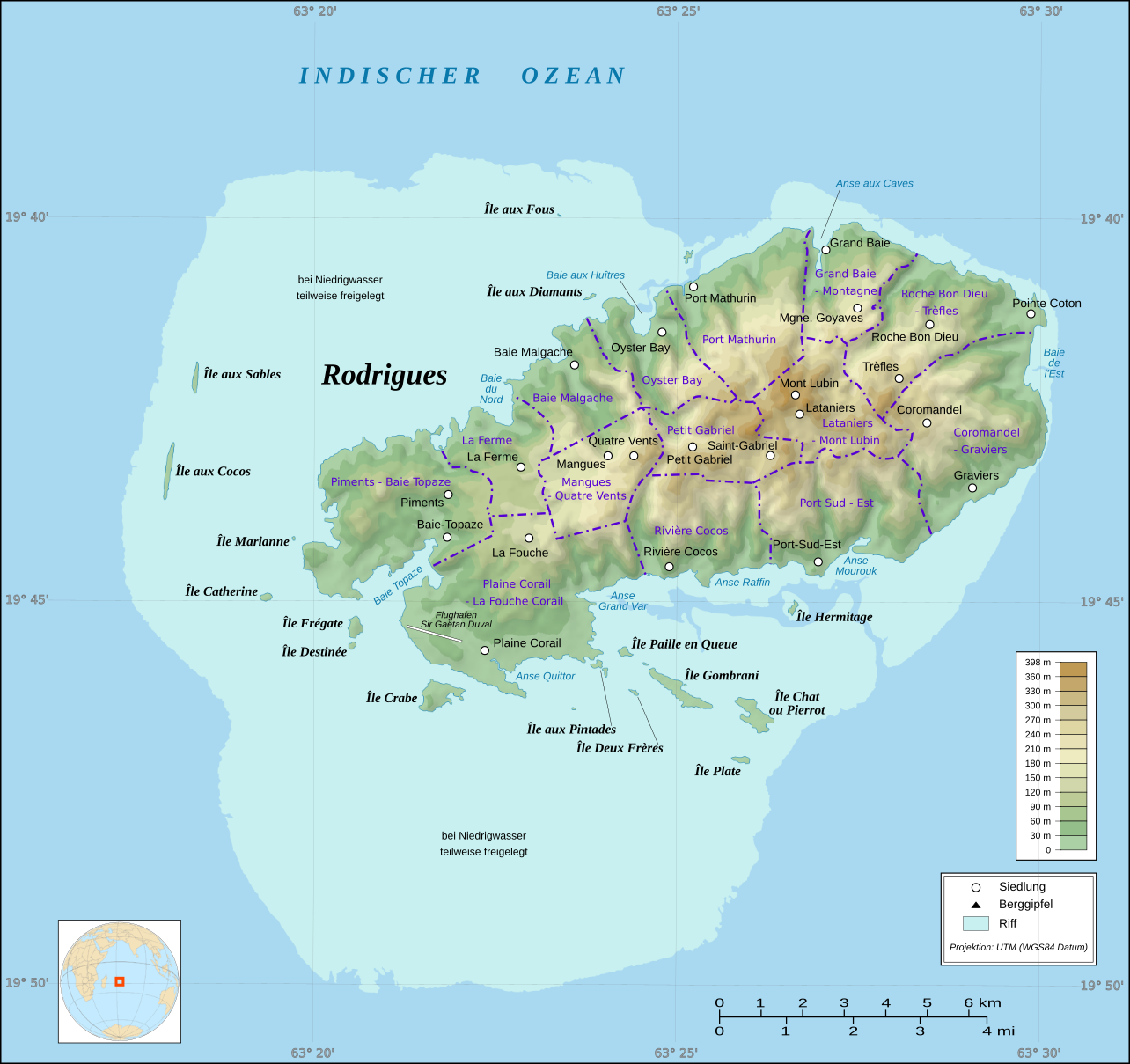